# Рейнская велосипедная дорожка

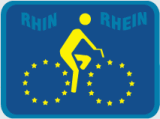
Логотип Рейнской велосипедной дорожки

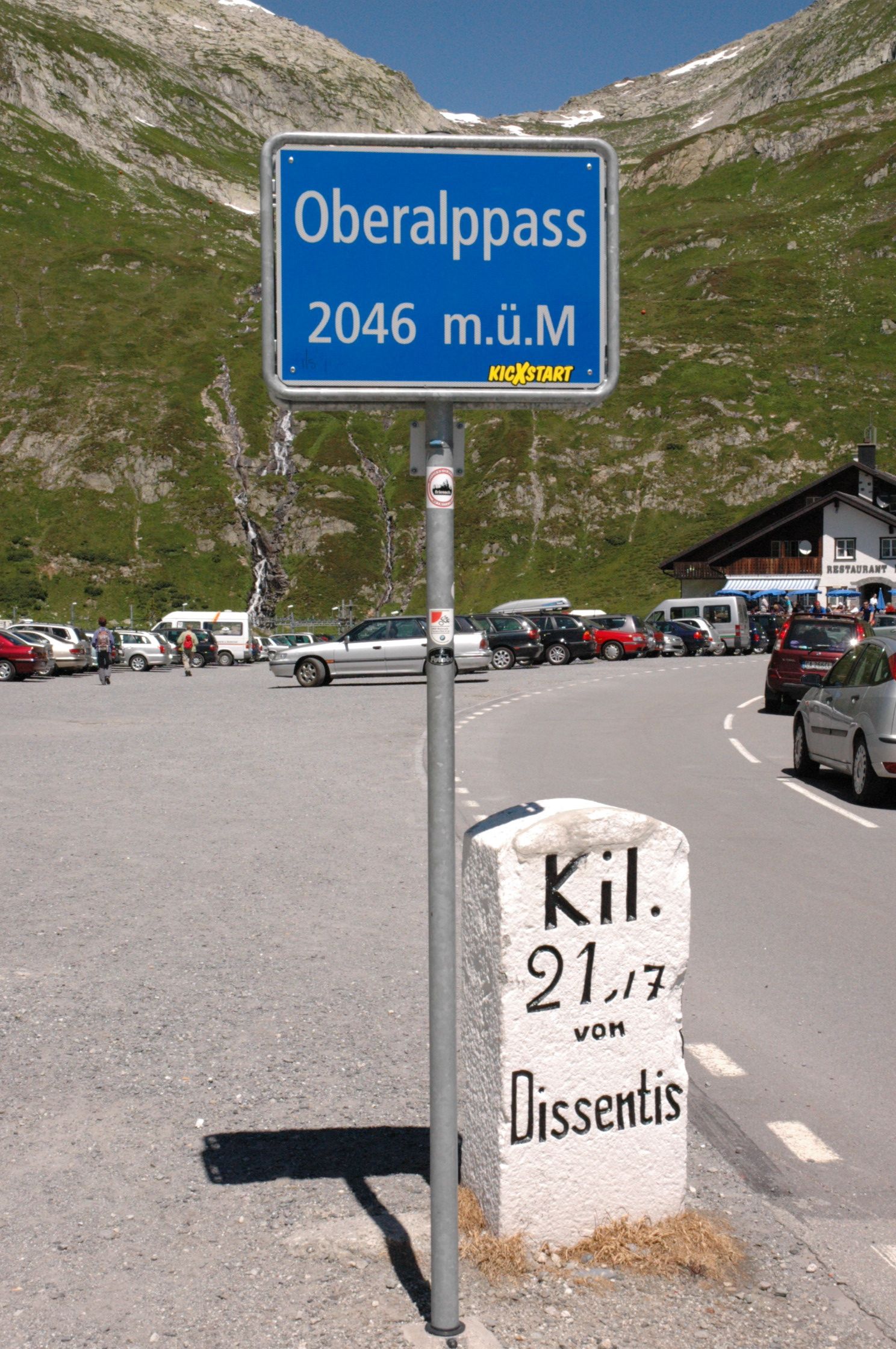
Перевал Оберальппасс в Швейцарии

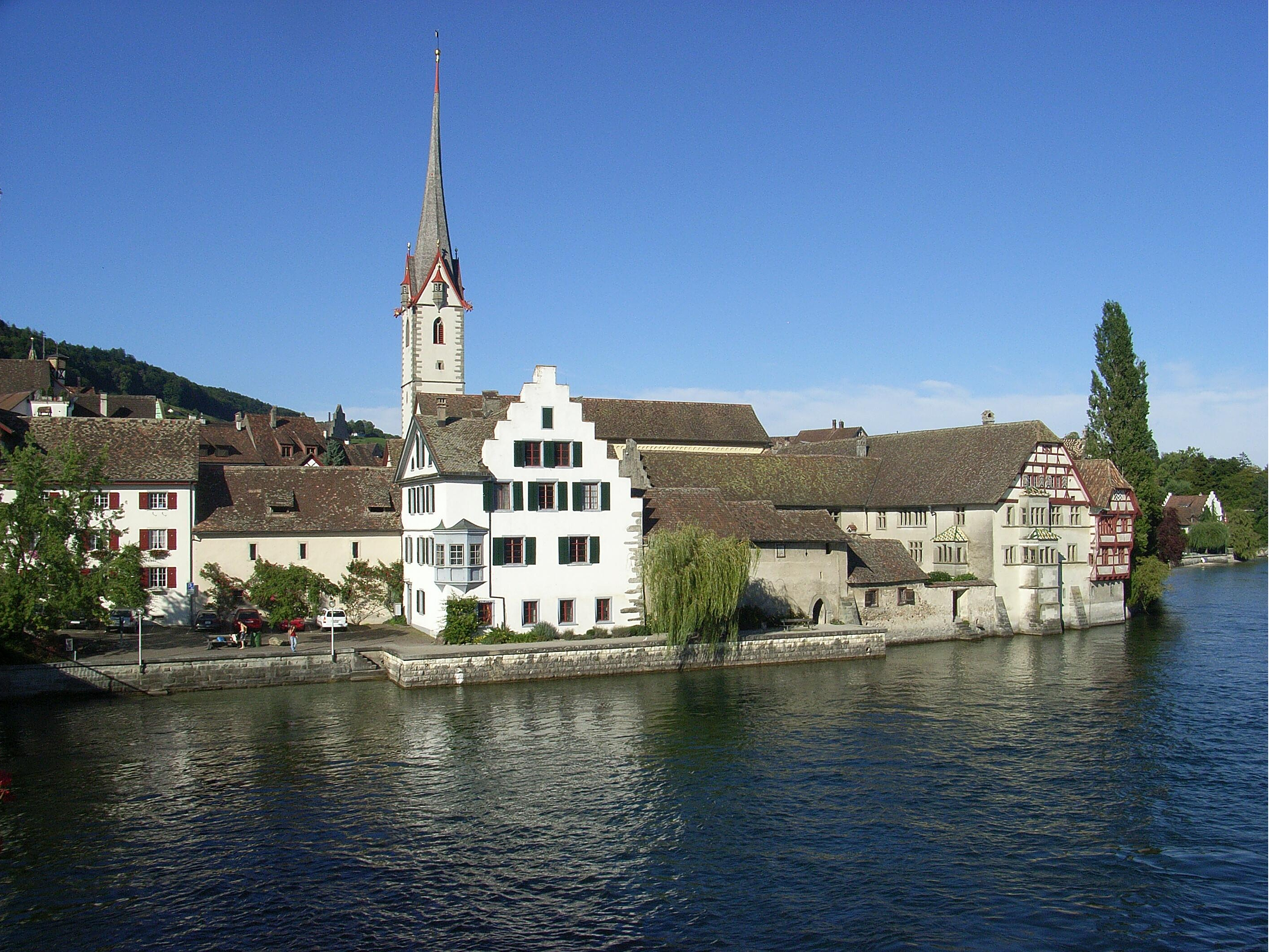
Штайн-на-Рейне

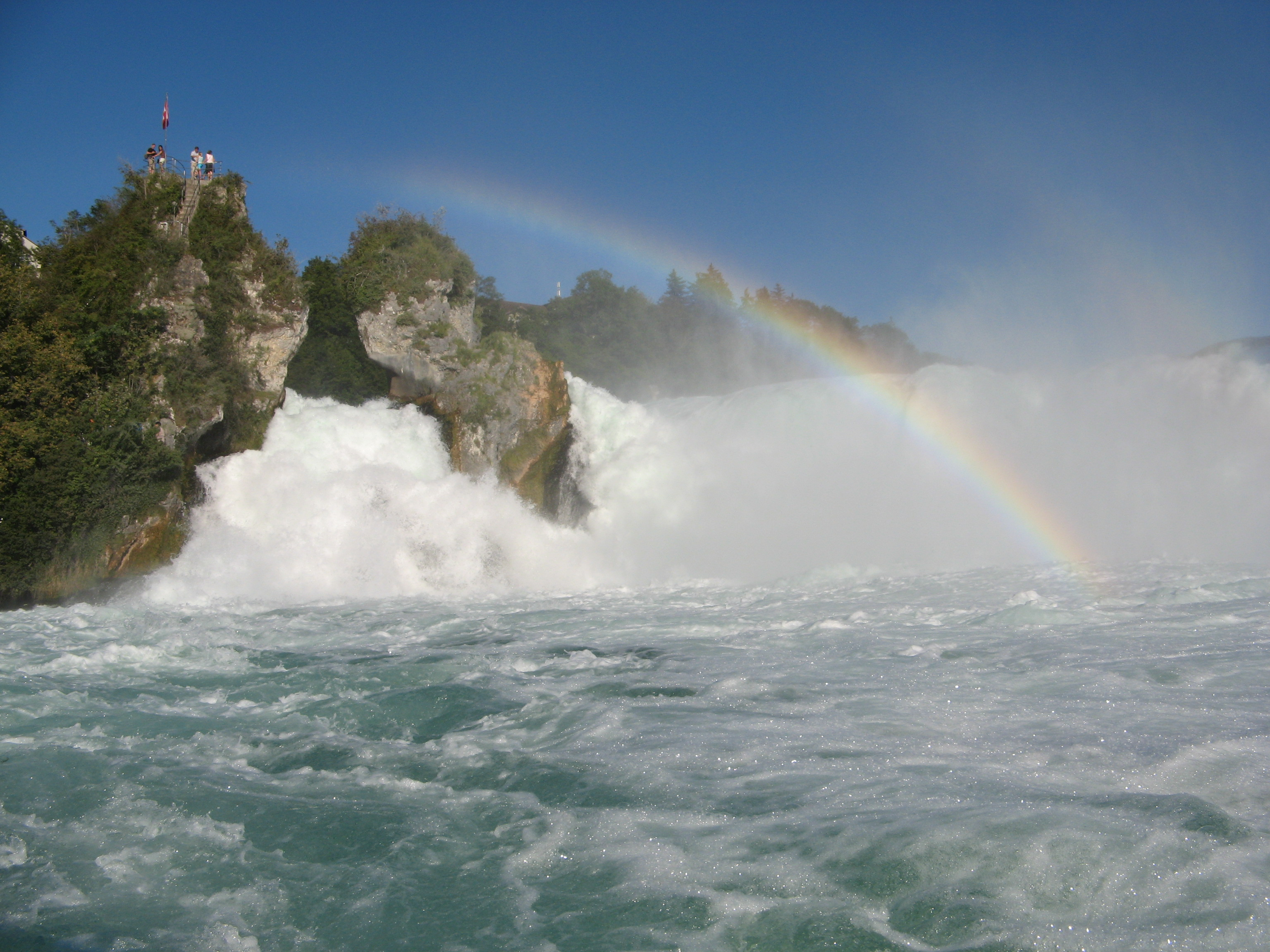
Рейнский водопад

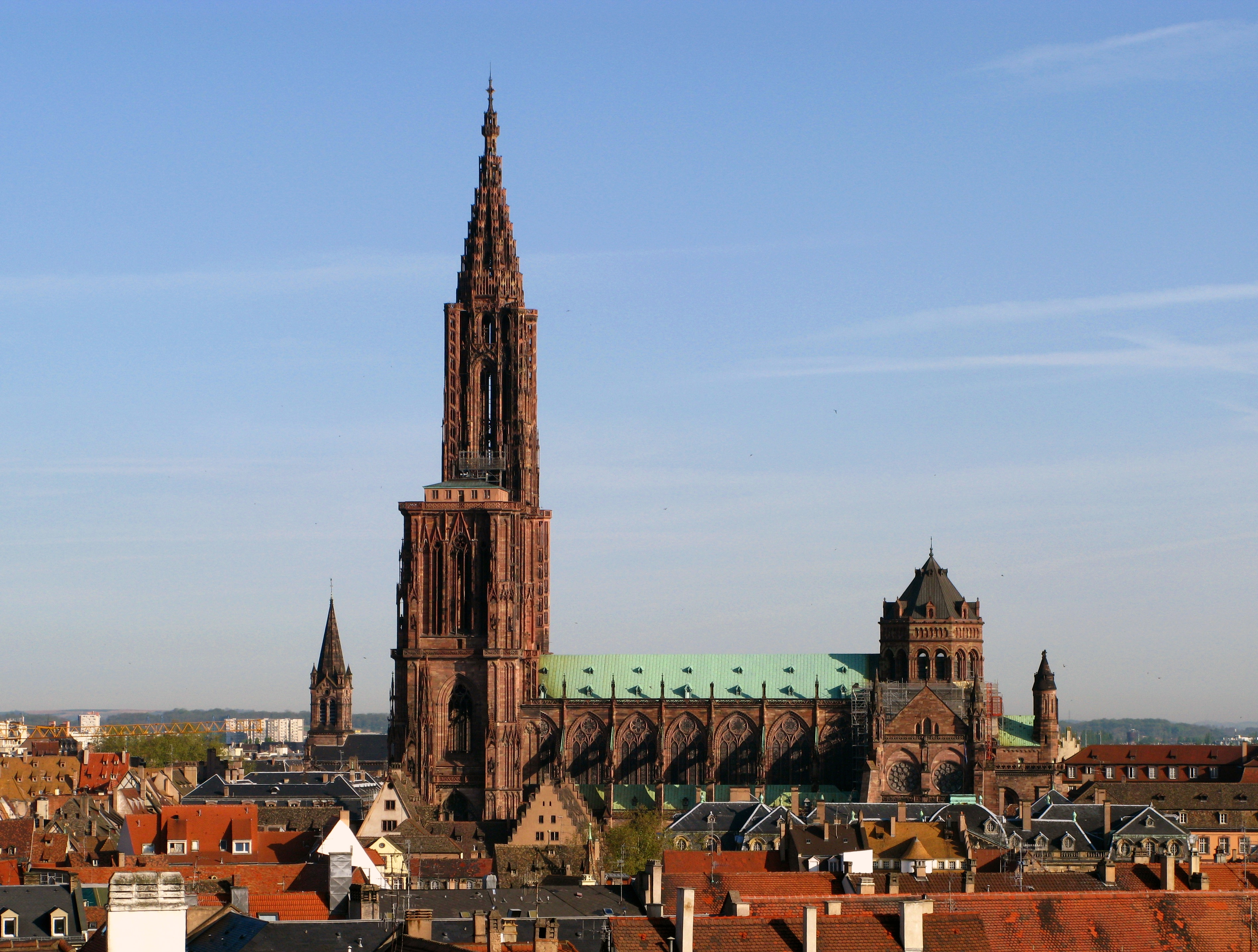
Страсбург

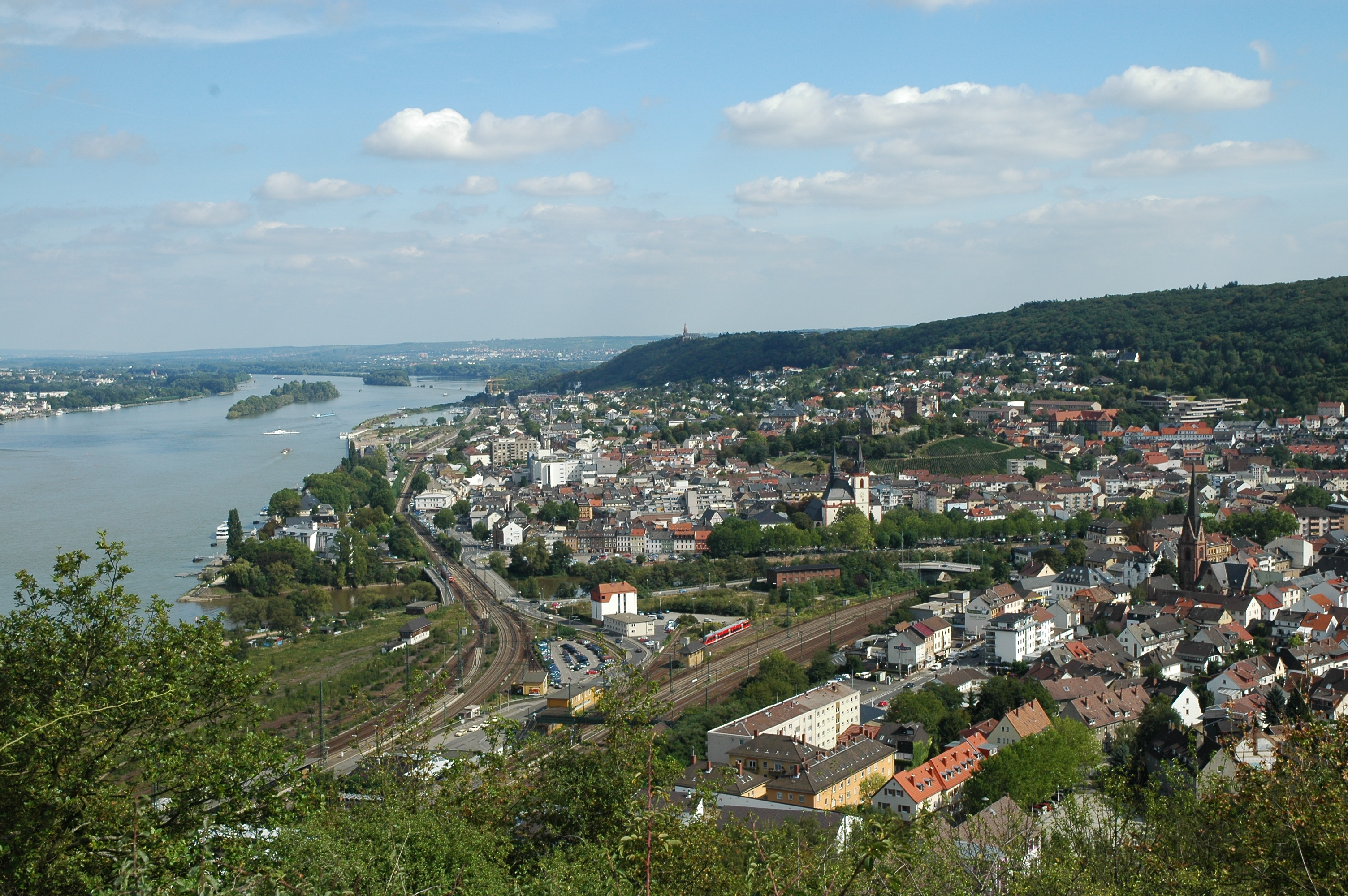
Бинген-на-Рейне

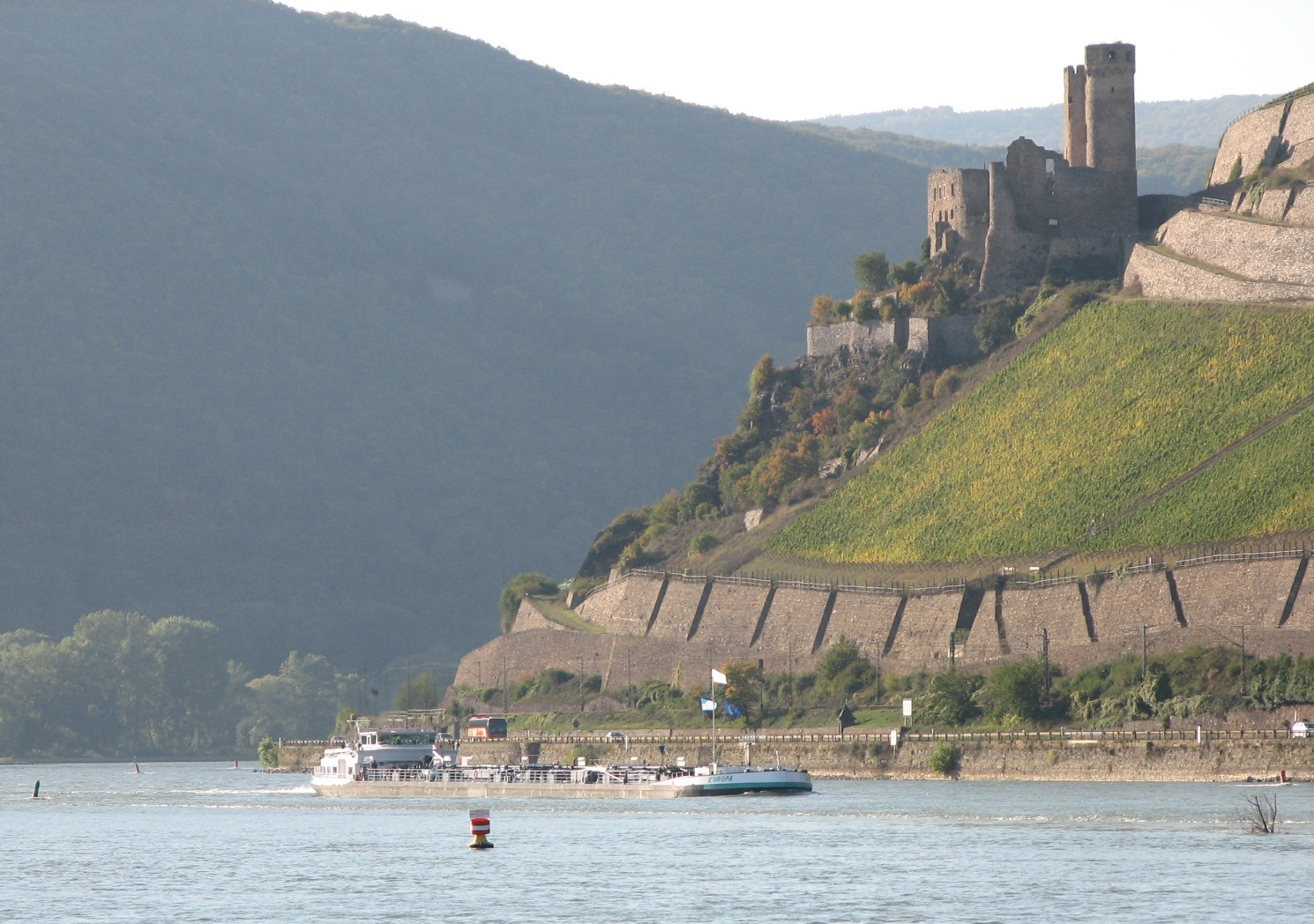
Рейн. Руины замка

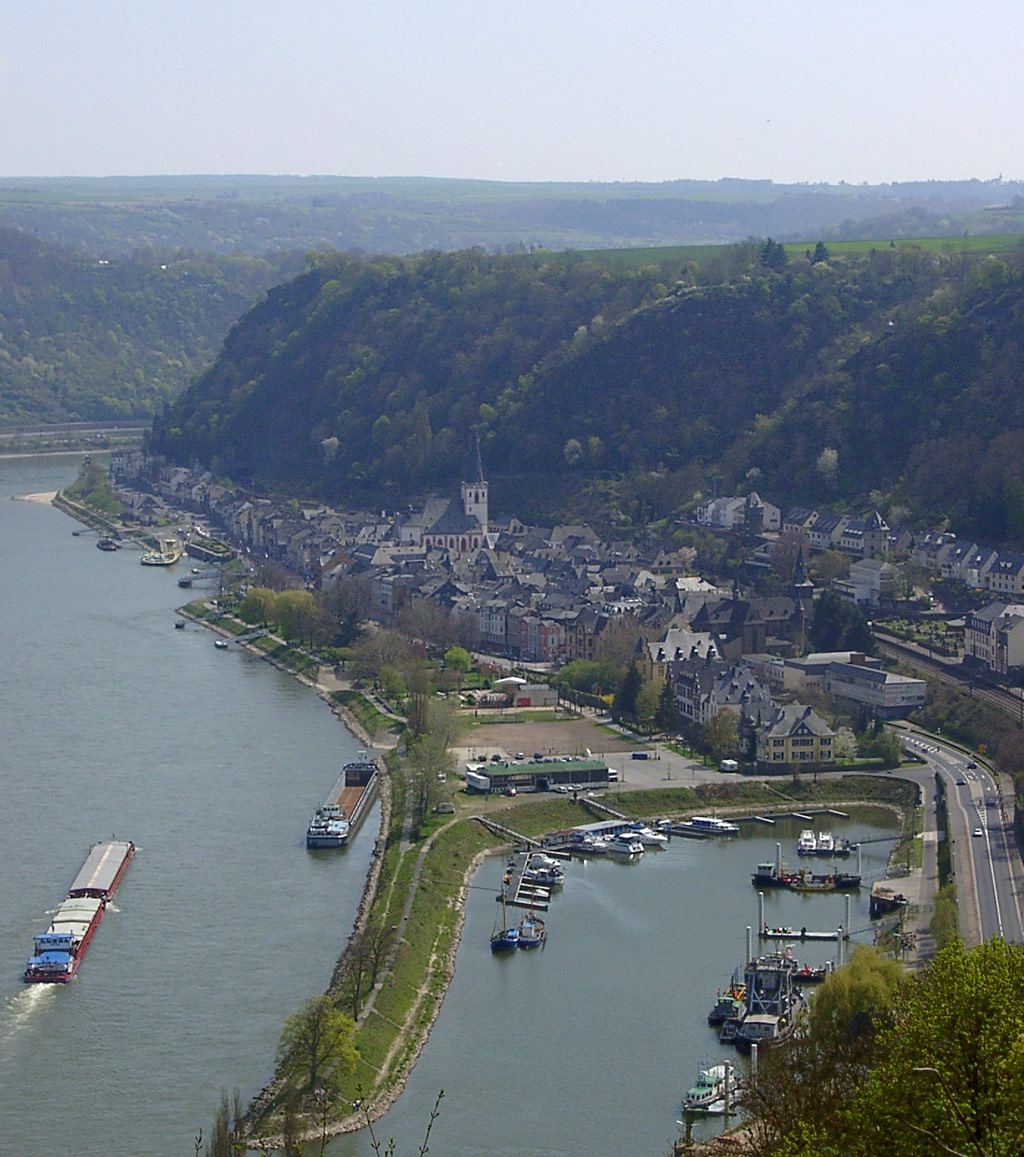
Санкт-Гоар

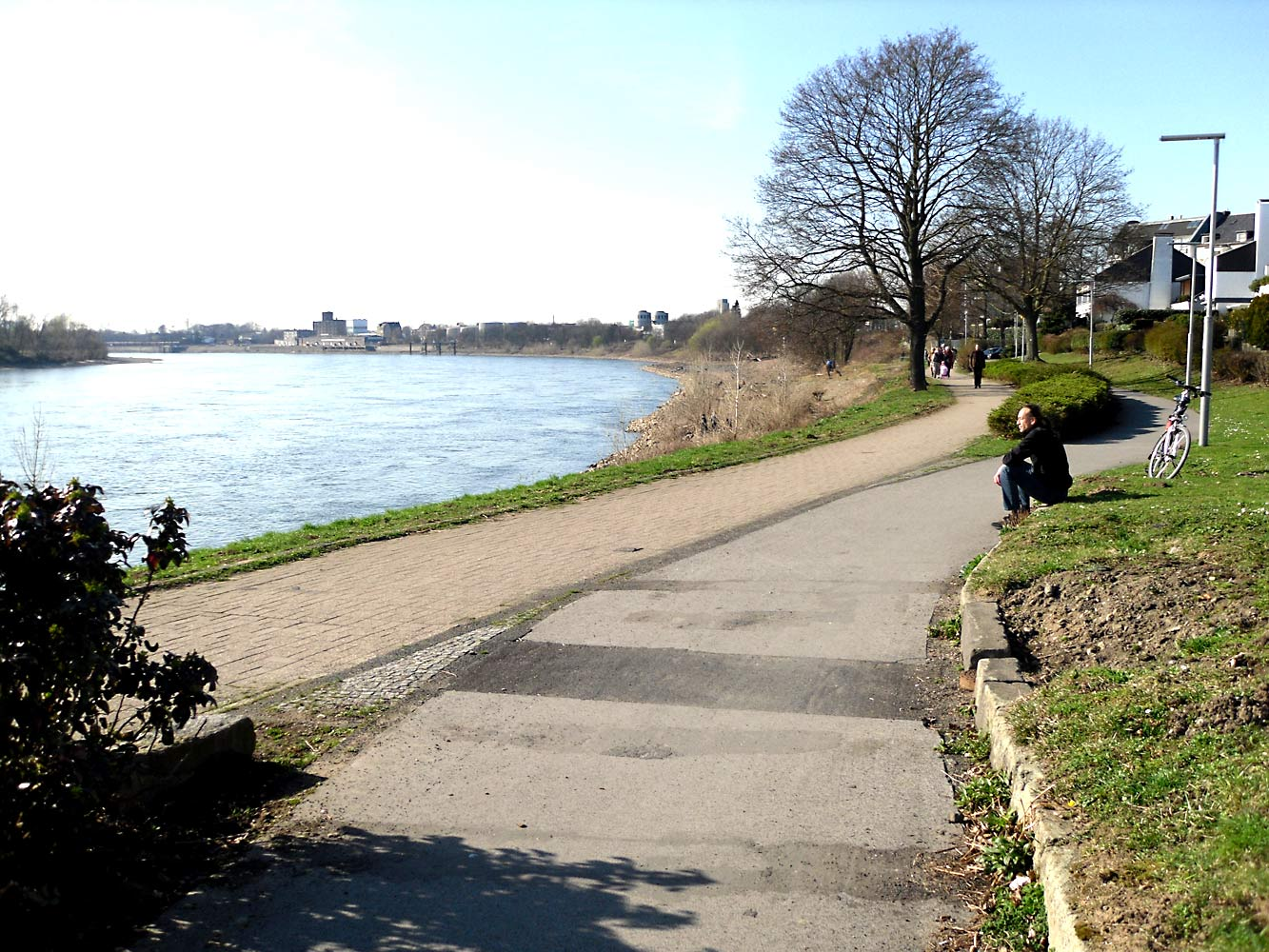
Рейнская велодорожка в Дюссельдорфе-Бенрат

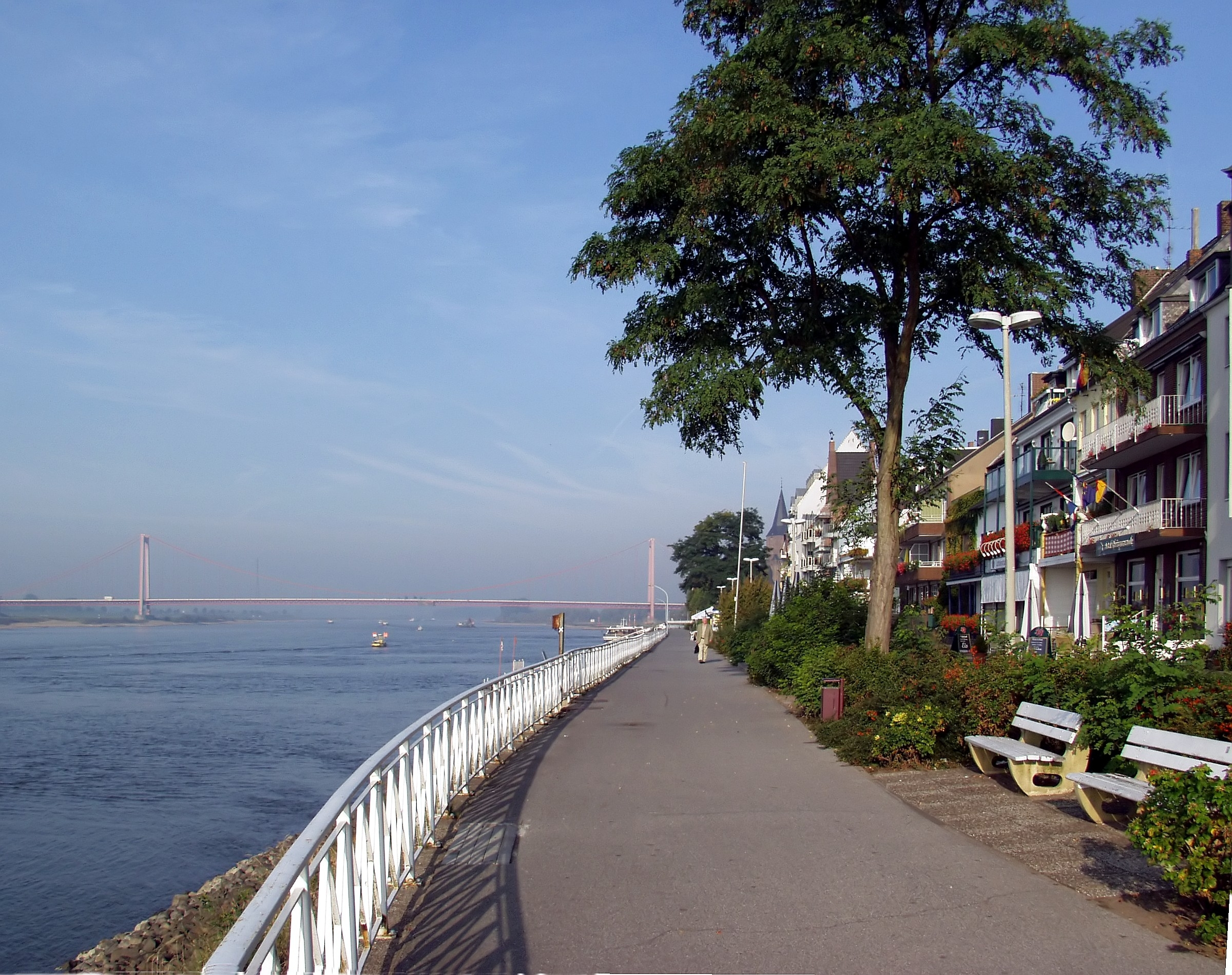
Эммерих-на-Рейне

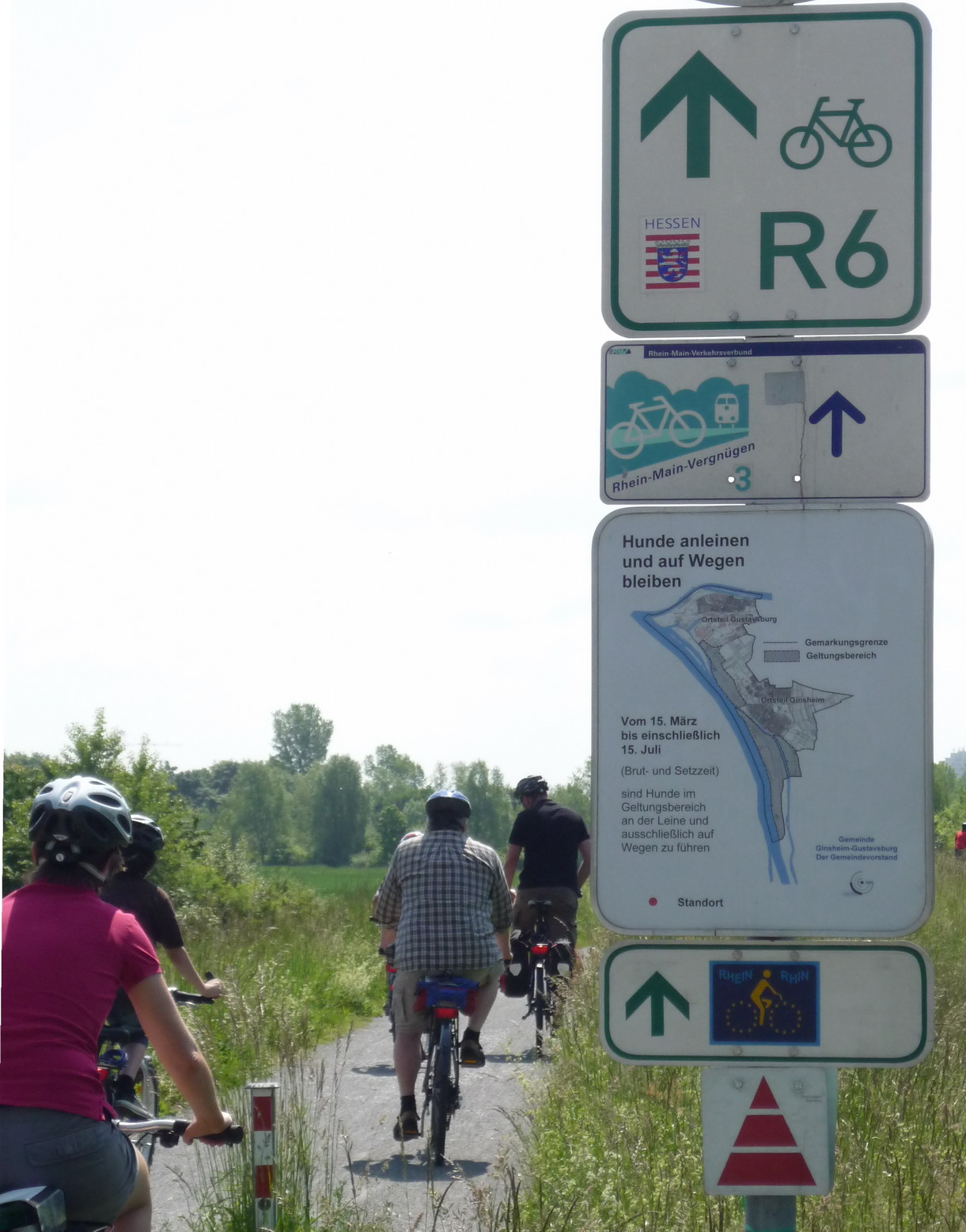
На Рейнской велосипедной дороге

Рейнская велосипедная дорожка (нем. Rheinradweg) — одна из наиболее известных трансконтинентальных велодорожек Европы, длиной 1230 километров, проходящая от истоков реки Рейн в Швейцарских Альпах до устья реки в Нидерландах.

## История
Вдоль Рейна, от его истока до устья, велосипедисты путешествовали уже давно, начиная с XIX века, но официально маркированный маршрут начал существовать лишь с 2001/2002 года, когда об этом было объявлено в средствах массовой информации и интернете. За прошедшие годы вокруг маршрута развёрнута всесторонняя велосипедная инфраструктура, включающая издание подробных велосипедных карт, путеводителей, велоатласов, система ремонтных велосипедных мастерских, кафе и гостиниц.

## Маршрут

### Швейцарскийучасток
Это 380 километров наиболее высокой части маршрута от истоков у перевала Обераллпасс (Oberallpass) до Базеля (Basel). Здесь везде размещен маркировочный логотип рейнского веломаршрута.
Главные этапы:
- Андерматт (Andermatt)
- Обераллпасс (Oberalppass)
- Седрён (Sedrun)
- Дисентис (Disentis)
- Сумвич (Cumpadials)
- Трун (Trun)
- Иланц (Ilanz)
- Ферзам Карнифельз (Versam Carnifels)
- Райхенау (Граубюнден) (Reichenau)
- Таминс (Tamins)
- Кур (Chur)
- Игис (Igis)
- Бад-Рагац (Bad Ragaz)
- Зарганс (Sargans)
- Фуссах (Fußach) (Австрия)
- Вдоль Боденского озера (Bodensee) через Брегенц (Bregenz), Линдау (Lindau), Констанц (Konstanz)
- Штайн-на-Рейне (Stein am Rhein) — далее короткий участок по Германии
- Рейнский водопад (Rheinfall) у Шаффхаузена (Schaffhausen) — отсюда можно ехать либо по левой стороне Рейна (Швейцария), либо по правой стороне (Германия)
- Райнфельден (Баден) (Rheinfelden (Baden)) курорт на немецкой правой стороне Рейна
- Райнфельден (Rheinfelden AG) швейцарский городок на левой стороне Рейна
- Базель (Basel)

### Немецкий участок

#### Верхний Рейн
Примерно 385 километров от Верхне-Рейнской низменности до бассейна реки Майнц. Здесь можно использовать либо левый (французский) берег, либо правый (немецкий), то есть долина Рейна проходит между французскими горами Вогезы и немецкими горами Шварцвальд. официальный маршрут проходит по левой стороне Рейна.
Главные этапы левобережного Рейна:
- Страсбург (Straßburg)
- Вёрт-на-Рейне (Wörth am Rhein)
- Гермерсхайм (Germersheim)
- Шпайер (Speyer)
- Людвигсхафен-на-Рейне (Ludwigshafen am Rhein)
- Вормс (Worms)
- Оппенхайм (Oppenheim)
- Майнц (Mainz)
- Ингельхайм (Ingelheim|Ingelheim)
- Бинген-на-Рейне (Bingen am Rhein)

Главные этапы правобережного Рейна:
- Брайзах-на-Рейне (Breisach)
- Карлсруэ (Karlsruhe)
- Мангейм (Mannheim)
- Кюкопф-Кноблохзауэ (Kühkopf-Knoblochsaue)
- Гинсхайм-Густавсбург (Ginsheim-Gustavsburg) — на русле Старого Рейна
- Майнц (часть города Висбаден) (Mainz-Kastel) можно переехать по мосту на левый берег в центральную часть города или посетить Висбаден.
- Эльтвилле-на-Рейне (Eltville), лучше ехать по берегу Рейна, чтобы не попасть в интенсивное автомобильное движение
- Эстрих-Винкель (Oestrich-Winkel), здесь пока прерывается официальная часть маршрута. Можно ехать дальше в тишине прямо по берегу Рейна, или на пароме перебраться на левую сторону Рейна в Ингельхайм. Правобережная часть маршрута на Рюдесхайм в 2010 году только строилась.
- Рюдесхайм-на-Рейне (Rüdesheim am Rhein)

#### Средний Рейн
Удивительный по красоте 132-х километровый участок между Бингеном и Бонном. Официальный маршрут проходит по левому берегу Рейна. Отсюда можно наблюдать скалы и замки Рейнских Сланцевых гор.
Главные этапы:
- Бинген-на-Рейне (Bingen am Rhein)
- Бахарах (Bacharach)
- Обервезель (Oberwesel)
- Санкт-Гоар (Sankt Goar), напротив — скала Лорелей (Loreley)
- Боппард (Boppard)
- Кобленц (Koblenz)
- Урмиц (Urmitz)
- Вайсентурм (Weißenthurm)
- Андернах (Andernach)
- Намеди (Namedy)
- Броль-Лютцинг (Brohl-Lützing)
- Бад-Брайзиг (Bad Breisig)
- Зинциг (Sinzig)
- Ремаген (Remagen)
- Обервинтер (Oberwinter)
- Бад-Годесберг (Bad Godesberg)
- Бонн (Bonn)

#### Нижний Рейн
Примерно 460 километров от Бонна до Роттердама. Участок от Бонна через Кёльн и Дюссельдорф до Дуйсбурга носит иное название (Erlebnisweg Rheinschiene) и именно этим логотипом обозначается данный участок Рейнской велосипедной дороги. На прекрасно ухоженном участке между Везелем и нидерландской провинцией Гельдерланд официальный веломаршрут неоднократно переходит с одного берега Рейна на другой. В самих Нидерландах не существует строго утверждённого маршрута. Можно ехать либо вдоль Вала (Waal), либо вдоль соседнего параллельного рукава Рейна (Nederrijn) до Роттердама.
Главные этапы:
- Бонн (Bonn)
- Кёльн (Köln)
- Дюссельдорф (Düsseldorf)
- Дуйсбург (Duisburg)
- Везель (Wesel)
- Ксантен (Xanten)
- Рес (Rees)
- Калькар (Kalkar)
- Клеве (Kleve)
- Эммерих-на-Рейне (Emmerich am Rhein)

### Нидерландский участок

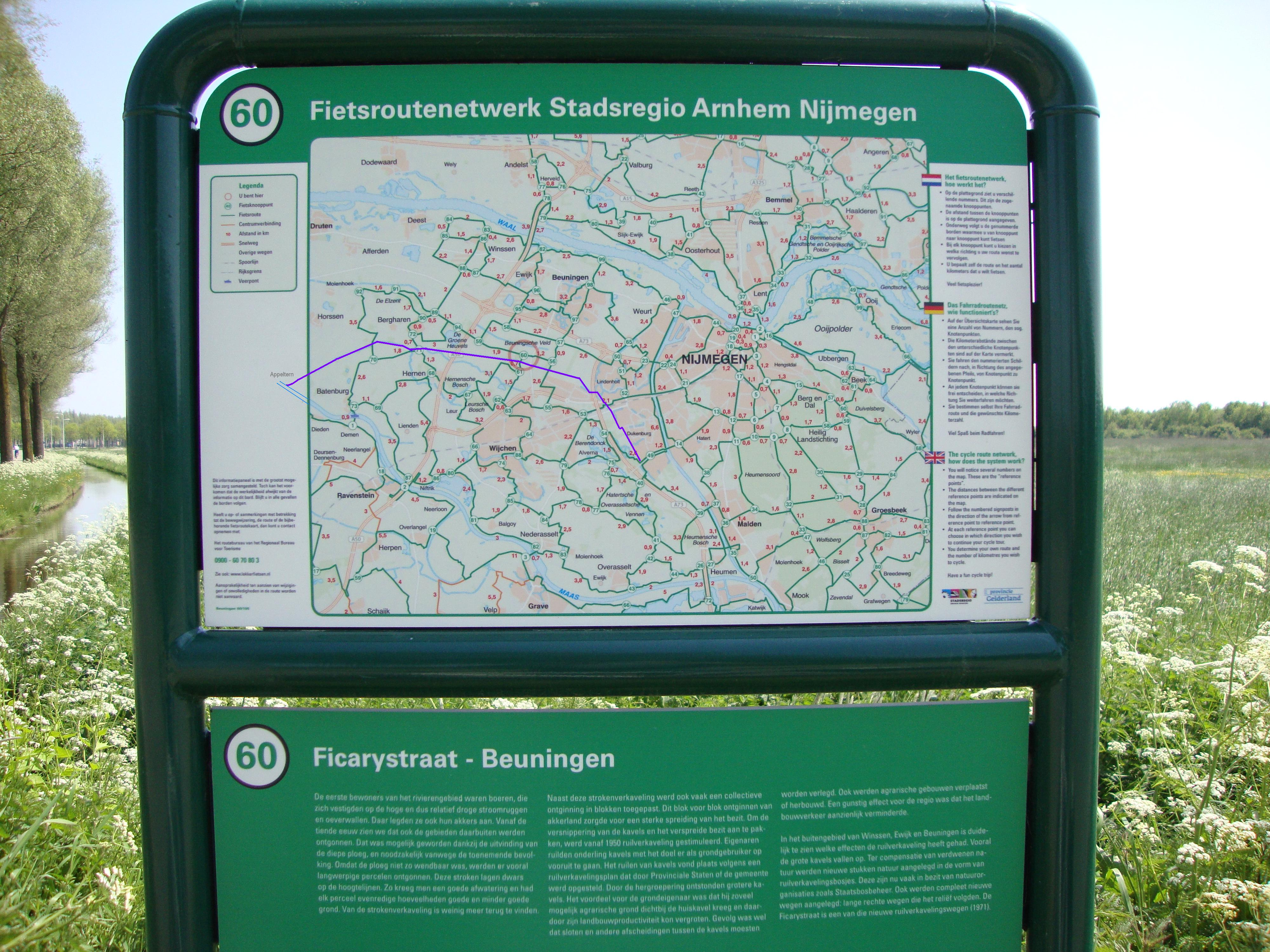
Дорожная велокарта в Нидерландах

Вдоль Nederrijn и Лек (Lek)
- Арнем (Arnheim)
- Nieuwegein
- Роттердам (Rotterdam)

Вдоль Вала (Waal)
- Неймеген (Nijmegen)
- Тил (Tiel)

## Маркировка
Швейцарский участок от Андерматта до Базеля маркирован в системе велодорожек Швейцарии как маршрут «Rhein-Route» или «Route 2».
Участок от Базеля до Майнца маркирован на двух сторонах Рейна. Здесь можно встретить такие обозначения: «Veloroute Rhein / Veloroute Rhin» или в немецкой системе «Route 8» («D8»). В пределах федеральной земли Рейнланд-Пфальц в 2007 году были заменены все лого на новые и по левой стороне Рейна можно спокойно ехать по указателям «Veloroute Rhein» или «Rheinradweg».
В Северном Рейне-Вестфалии Рейнская велосипедная дорога называется Erlebnisweg Rheinschiene («Рейнская колея — дорога сильных впечатлений» (переживаний)). Частично можно увидеть знаки «D8» (велосипедное колесо с цифрой 8).